# Nissan VR

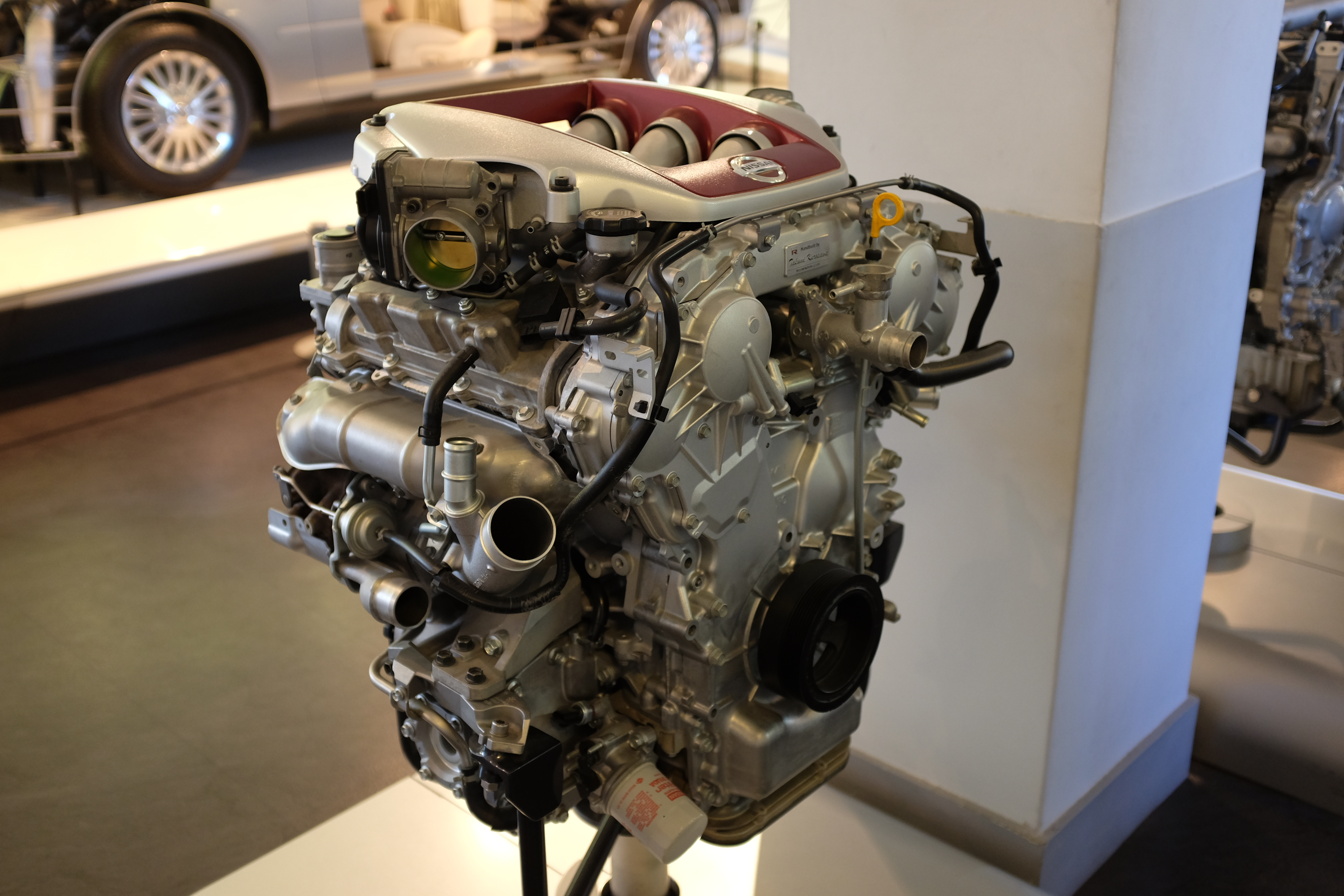
Motor Nissan VR38DETT v muzeu v Jokohamě

VR38DETT je motor. 3.8l twin-turbo DOHC V6 motor v současné době používá pouze Nissan GT-R. Motor váží 608 liber (276 kg). V současné době je ve výrobě pouze verze motoru VR.
Motor se 24 ventily ovládanými dvěma vačkovými hřídeli v hlavě s proměnným časováním ventilů (pouze sání). Blok je z hliníkové slitiny s 0,15 mm (0.006 in) plazmově přivařené vložky válce. Turbíny pro dvě turbodmychadla IHI jsou integrována do výfukového potrubí pro snížení hmotnosti a posílení rovnováhy vozidla. Motor má také sportovní tlakové mazání řízené termostatem.
VR38DETT je ručně sestaven ve speciálním čistém prostředí v závodě Nissan v Jokohamě speciálně vyškolenými techniky. Každý motor sestavuje pouze jeden hlavní technik.